# Algebraic Code Excited Linear Prediction
Der Algebraic Code Excited Linear Prediction (ACELP) stellt einen patentierten Vocoder der Firma VoiceAge Corporation dar, welcher bei der verlustbehafteten Kompression von Sprachsignalen im Telekommunikationsbereich Anwendung findet. Entwickelt wurde das Verfahren 1989 an der Université de Sherbrooke in Kanada.
Das Verfahren beruht wie Code-Excited Linear Prediction (CELP) auf einer Vektorquantisierung und der parametrischen Audiokodierung, besitzt aber im Gegensatz zu CELP eine geringere Verzögerungszeit (Latenz) und kommt mit weniger Speicher aus.
ACELP wird in einer Reihe von Sprachdiensten zur Datenreduktion eingesetzt, wie im Mobilfunk bei Adaptive Multi-Rate, beim digitalen Bündelfunk Terrestrial Trunked Radio, im Rahmen von ITU-T-Normen der G-Serie bei G.723.1 und in einer adaptierter Form bei G.729 (CS-ACELP), welche bei VoIP Anwendung finden.